# Tim Stimpson
Pas d'image ? Cliquez ici

a Compétitions nationales et continentales officielles uniquement.

b Matchs officiels uniquement.
Dernière mise à jour le 28 août 2018.
Tim Richard George Stimpson, est né le 10 septembre 1973 à Liverpool (Angleterre). C’est un joueur de rugby à XV, qui joue avec l'équipe d'Angleterre entre 1996 et 2002, évoluant au poste d’arrière (1,91 m et 105 kg). 

## Carrière
Il a eu sa première cape internationale le 23 novembre 1996. 
Il a disputé un test match avec les Lions britanniques, en 1997.
Il termine sa carrière avec Leeds Carnegie, en Coupe d'Europe et dans le Championnat d'Angleterre, entre 2004 et 2006.

## Palmarès
Avec Leicester
- Coupe d'Europe :
  - Vainqueur (2) : 2001 et  2002
- Championnat d'Angleterre :
  - Champion (1) : 2001

En sélection
- 19 sélections avec l'équipe d'Angleterre (35 points marqués)
- Sélections par année : 1 1996, 6 en 1997, 4 en 1998, 2 en 1999, 1 en 2000, 2 en 2001, 3 en 2002
- Tournois des cinq/six nations disputés : 1997, 2002